# 기념사업회
기념사업회(記念事業會)란 어떤 인물이나 사건의 역사적 교훈과 모범적 행위를 후대에 전승하기 위한 목적으로 그 단체를 지지하는 회원들에 의해 설립된 기관이다. 주로 자발적으로 시민들에 의해서 모임이 이루어진다. 인물, 전쟁이나 사건등 과거의 역사적 의미를 되찾고 새로운 미래를 전망하는 뜻 깊은 행사와 연구와 발표가 포함된다. 예를 들면 대한민국 건국 60년 기념사업위원회, 민주화운동기념사업회, 사단법인 최동원기념사업회, 요한 칼빈 탄생 500주년 기념사업회와 같은 많은 기념사업회가 있다.